# Castillo de Bebristsije
El castillo de Bebristsije (en georgiano: ბებრისციხე), también conocido como castillo de Natsijvari (ნაციხვარი) es una fortificación en ruinas situada al norte de la ciudad de Mtsjeta, en la región de Mtsjeta-Mtianeti de Georgia. Se ubica en un peñón rocoso abrupto en la orilla derecha del río Aragvi (a 1.5 km de su desembocadura en el Kurá), junto a la carretera militar georgiana. La fortaleza defendía el acceso norte de Mtsjeta, en un punto en el que el valle del río se estrecha, ante posibles ataques desde las montañas. Es un monumento arqueológico de Georgia.
En la actualidad se conserva la torre de la ciudadela, el muro occidental y fragmentos del resto de murallas. El área aproximada que cubre la planta del castillo, casi triangular es de 1 500 m², de los que 600 m² corresponden al patio.

## Historia
Las evidencias arqueológicas remontan la primera edificación de la fortaleza al siglo I a. C., con signos claros desde el siglo IV a. C.. Del otro lado del río se halla Tsitsamuri, identificada como la antigua Sesamoura de Estrabón. La construcción que puede observarse en la actualidad tiene su origen en el siglo IX, con remodelaciones hasta el siglo XVIII, como demostraron las excavaciones arqueológicas llevadas a cabo entre 2006 y 2008. La primera mención escrita de la fortaleza es la crónica de Jorge IV Lasha, donde se nombra que en ella murió Demetrio I en 1156. El difunto rey sería enterrado en el monasterio de Gelati.

Imagen satelital de las ruinas.
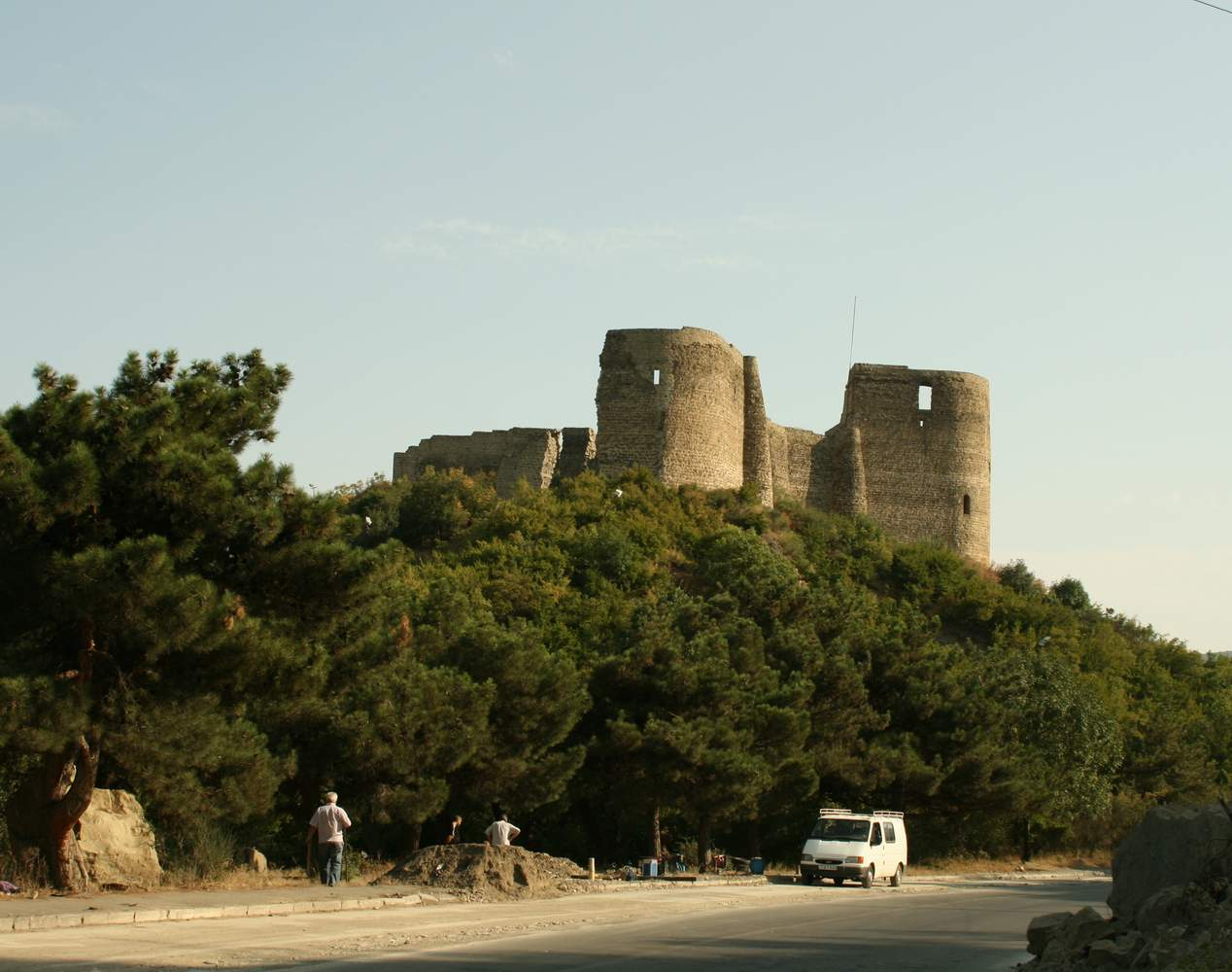
Vista del castillo.
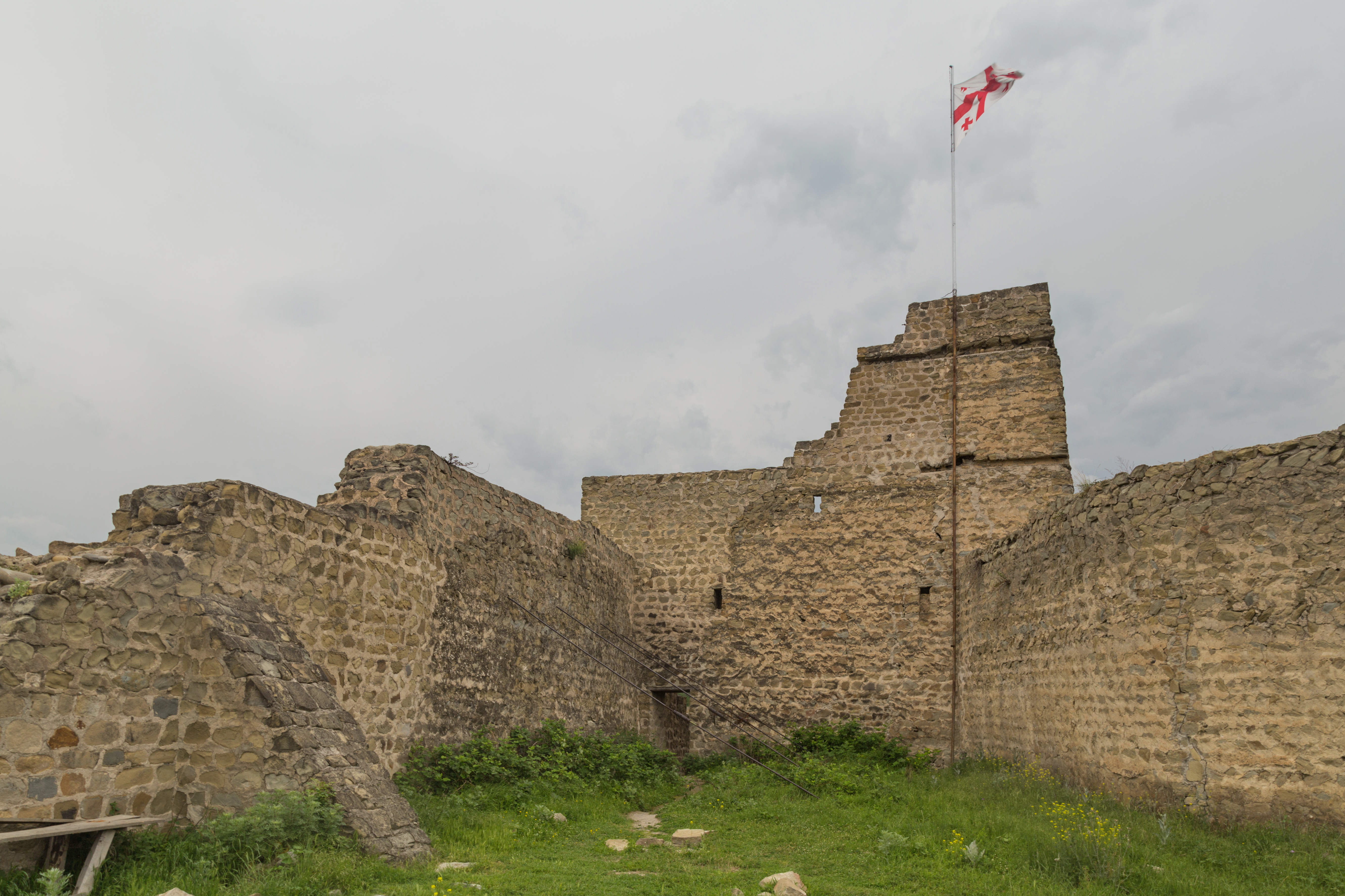
Vista del castillo.
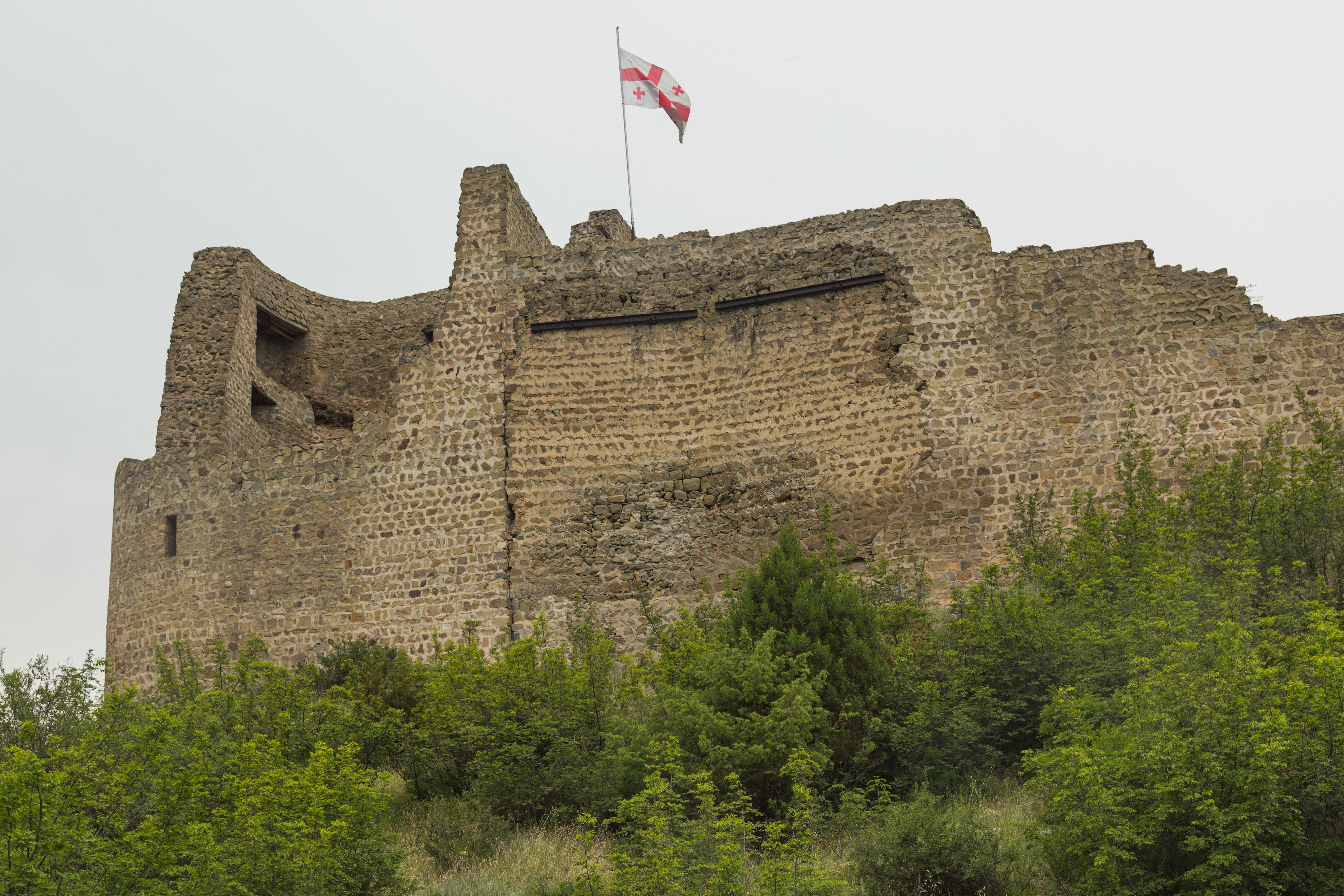
Vista del castillo.

## Diseño
Las paredes están construidas con piedras de igual tamaño. La parte principal de la fortaleza era una ciudadela, que estaba rodeada por un gran patio triangular en el sur. En las cercanías de Bebris Tsikhe, se identifican las capas arqueológicas de los períodos antiguo y feudal.

## Leyenda
Cuenta la leyenda que existió un tal Simeón que fue propietario de la fortaleza. Tuvo un hijo, Mamuka, y una bella hija, Makrine, haciéndose el primero heredero de la fortaleza a la muerte de su padre. Mamuka aumentó los impuestos y cargas a sus súbditos hasta extenuarlos y desoía los consejos de su hermana Makrine, a la que finalmente encerró en una de las torres. Un día, mientras castigaba a unos campesinos, a Mamuka unas serpientes negras se le subieron por los pies, inmovilizándole. Asustado, comenzó a confesar sus pecados. Al oírle Makrine, empezó a rezar por él, y Dios, compadecido por el ruego de la hermana tratada injustamente hizo que las serpientes se secaran y cayeran al suelo como ramas secas. Mamuka se fue a vagar por el mundo y Makrine se quedó en el castillo tomando los hábitos de monja. Makrine moriría a los 70 años y en sus funerales, un anciano se acercó y besó el cadáver, diciendo: "Hermana mía, cumplí mi voto", muriendo a continuación.